# Адмиралти
А́дмиралти (англ. Admiralty Island) — остров в составе архипелага Александра, штат Аляска, США.

## География

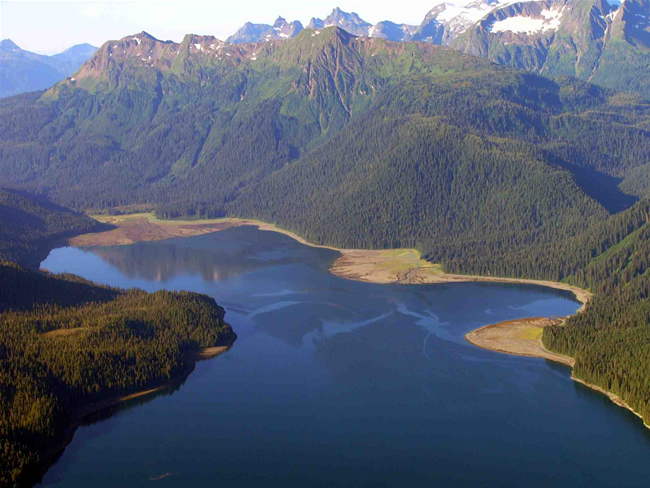
Залив Уиндфолл-Харбор

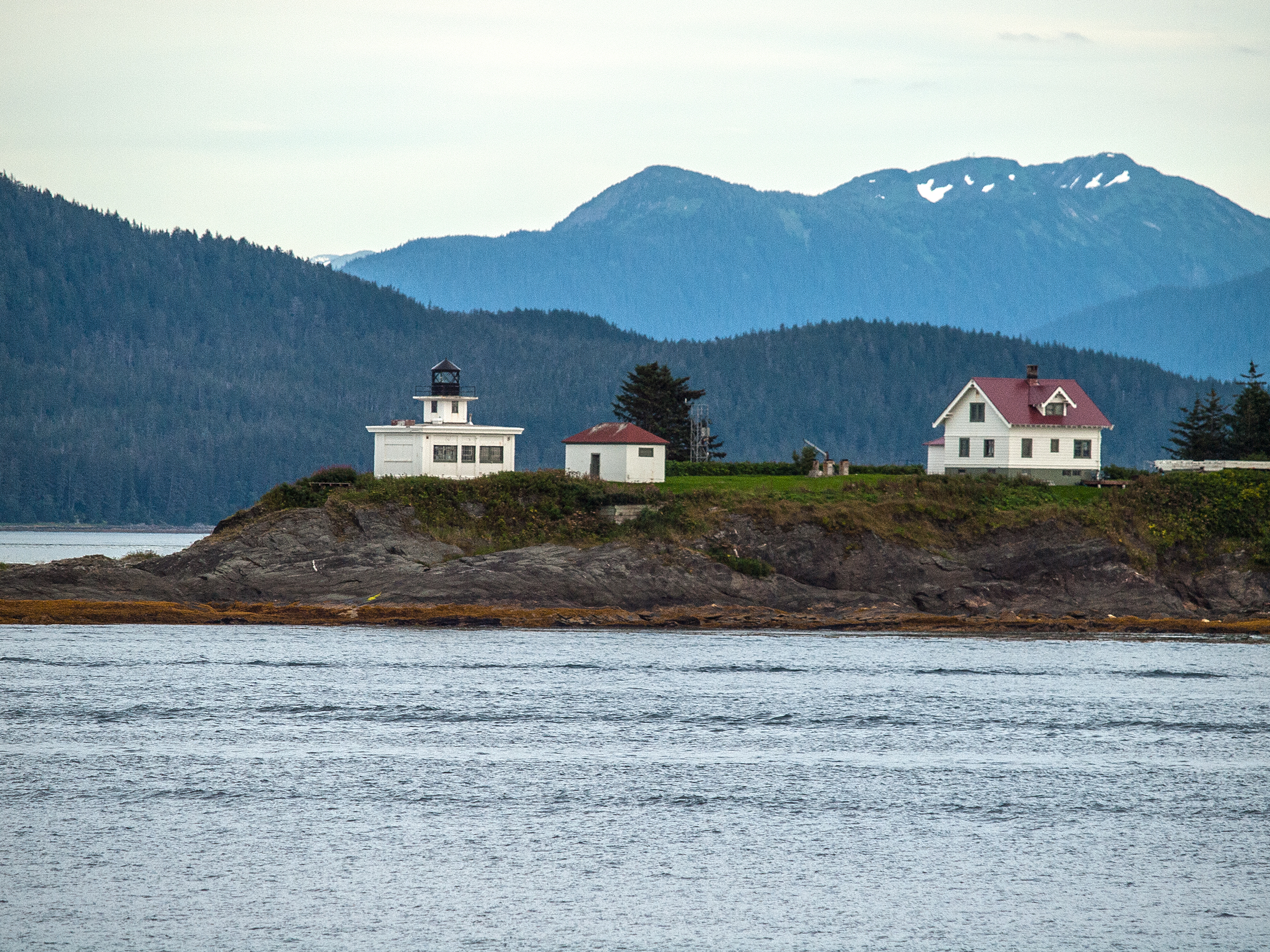
Маяк Пойнт-Ретрит

Размеры острова составляют 154 на 56 километров, площадь — 4264 км², что делает его 7-м по величине островом США и 132-м по величине островом в мире. Расстояние до материка — менее 5 километров в самой узкой части пролива Стивенс. В 12 километрах от северной оконечности острова находится столица Аляски — Джуно. Остров разделён почти надвое заливом Сеймур-Канал, который отделяет от основной части острова полуостров Гласс.

## Фауна
Бо́льшая часть острова, 3860 км², является заповедником (на иллюстрации окрашена серым цветом), в котором живёт около 1500 бурых медведей, то есть на каждого жителя острова приходится почти по три медведя. Также на острове водятся чернохвостые олени, селится более 5000 белоголовых орланов, в прибрежных водах обитают тюлени, морские свиньи и морские львы, в крупнейший залив острова, Симор-Канал, часто заходят горбатые киты, в реках много лосося.
На медведей и на снежных коз ведётся организованная охота.

## История
Остров был назван мореплавателем Джорджем Ванкувером в честь Британского Адмиралтейства, где он служил. Впервые исследован капитаном корабля «Дискавери» Джозефом Уидби в июле-августе 1794 года во время Ванкуверской экспедиции.

## Население
Население — тлинкиты, которые живут на острове уже более тысячи лет, крупнейший населённый пункт — Ангун.

## Экономика
На острове с 1989 года работает крупная шахта по добыче серебра, как второстепенный продукт добывают также золото, цинк и свинец.
На северной части острова с 1904 года функционирует маяк Пойнт-Ретрит.